# Turkisk van

Oddögd röd Turkisk Van, kattunge, utan vanfläckarna på huvudet.

Turkisk van, är en kattras.

## Historia
Turkisk van kan sägas vara en angoravariant och angoran är en gammal ras som faktiskt var vår vanligaste raskatt på 1600-1700-talet.
Den turkiska vanen kom till Europa på 1950-talet, då två kattintresserade engelskor befann sig vid sjön Van i östra Turkiet. Där fick de se långhåriga angoratypade katter, vita med kastanjeröd svans och kastanjeröda fläckar i pannan. Katterna tycktes vara helt orädda för vatten och simmade ofta i bäckar och vattendrag. De två engelskorna blev så förtjusta i katterna att de beslöt att ta med sig två katter när de återvände till England.
År 1959 importerades ytterligare ett par katter för att bredda avelsbasen, och på 1980-talet importerades återigen några turkisk van till England.

## Utseende
Van-katten har en vattenavstötande päls, med olika pälslängd beroende på årstiden. Detta för att stå emot det extrema klimatet i regionen, med kalla vintrar och heta somrar. Pälsen är halvlång utan något ulligt underhår. På sommaren är den däremot nästan korthårig, med undantag för den fortfarande plymiga svansen. En Turkisk Van är kraftigt byggd, fast och muskulös, och uppnår full mognad efter 3–5 år.
Rasen har en mycket särpräglad teckning, så kallad vanteckning, där huvudet ska ha två färgade fläckar med ett vitt fält emellan. Ibland kan de ha en extra fläck på ryggen vilket sägs symbolisera Allahs tumme. Svansen är också färgad och yvig i kontrast mot den kalkvita silskeslena pälsen. Godkända färger är röd, svart, créme, blå, svartsköldpadd och blåsköldpadd. Ögonen är vanligtvis bärnstensfärgade, i bärnstenens alla möjliga färgnyanser, blå eller odd-eye (ett blått och ett bärnstensfärgat öga). Sedan januari 2019 är alla ögonfärger godkända inom det internationella kattförbundent FIFe.

## Temperament
Turkisk van är en livlig, intelligent ras med en bestämd personlighet och stark, överraskande högljudd, röst. Den är matfrisk och har en lekfull attityd till livet som gör rasen till en självklar kamrat i rätta händer. Katterna är mycket kärleksfulla mot sina ägare och vill gärna delta i alla aktiviteter. Många katter gillar att apportera och att leka med vatten. Med en turkisk van-katt i hemmet har man sällan tråkigt.